# Газоподібні промивальні агенти
Газоподібні промивальні агенти — у бурінні свердловин — повітря, природний газ, азот, викидні гази двигунів внутрішнього згорання (ДВЗ), суміші викидних газів ДВЗ з повітрям або природним газом.
Газоподібні агенти застосовують при бурінні у стійких інтервалах з низькими коефіцієнтами аномальності пластового тиску, в яких немає інтенсивних припливів пластових вод. При застосуванні газоподібних агентів значно покращуються техніко-економічні показники буріння порівняно аерованими рідинами й пінами.
Перевагами газоподібних агентів є:
- підвищення показників роботи доліт внаслідок низького тиску на вибій, покращання очищення вибою;
- виключення затрат часу на боротьбу з поглинаннями;
- висока якість розкриття продуктивних пластів;
- вищий відсоток виносу керна.

До недоліків буріння свердловин з продуванням можна віднести:
- гази не створюють достатнього протитиску на стінки й вибій свердловини, тому при використанні газів не можна запобігти припливу пластових рідин, та випучування й осипання нестійких гірських порід, обумовлене дією гірського тиску;
- гази не здатні утримувати частинки вибурених порід у змуленому стані в спокою;
- гази не змащують і погано охолоджують поверхні деталей, що труться;
- вибухонебезпека та підвищена пожежонебезпека.

Газоподібні агенти застосовують при бурінні у сухих стійких породах, в зоні вічної мерзлоти, а також у продуктивних горизонтах з низькими коефіцієнтами аномальності і які не містять глинистих частинок. При великих припливах пластової рідини буріння з продуванням газоподібним агентом здорожується внаслідок збільшення споживання енергії компресором.